# Kroppen
Kroppen (niedersorbisch Kropnja) ist eine Gemeinde im Landkreis Oberspreewald-Lausitz im Süden Brandenburgs und Teil des Amtes Ortrand.

## Geografie

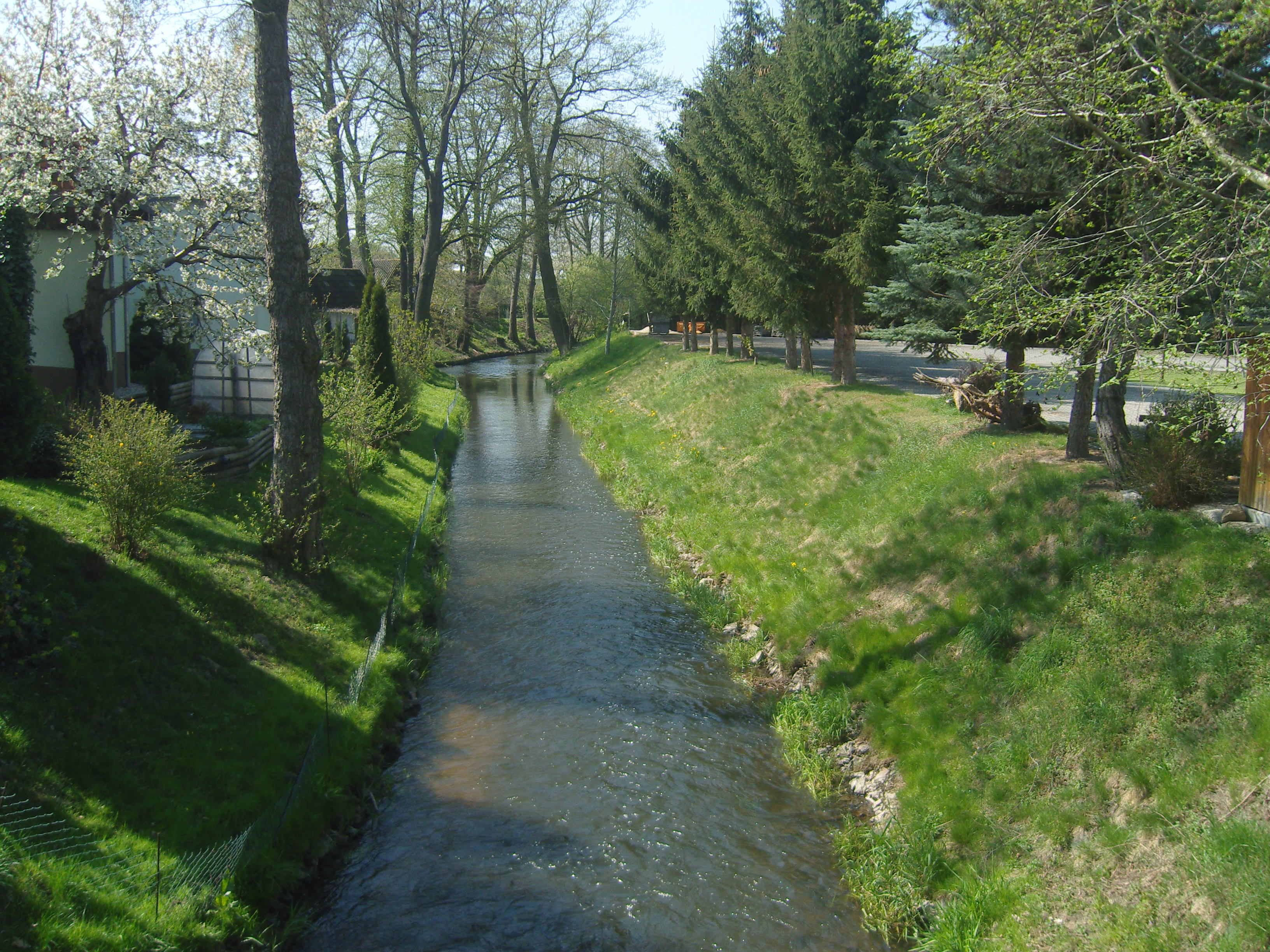
Die Pulsnitz zwischen Heinersdorf (links) und Kroppen (rechts)

Kroppen liegt in der Oberlausitz. Der Ort befindet sich im südwestlichen Teil des Landkreises. Zum Ort gehört das südlich angrenzende Heinersdorf, einer der wenigen Orte im südlichen Teil des Landkreises Oberspreewald-Lausitz, der nicht in der Lausitz, sondern im Schraden liegt.
Durch den Ort fließt die Pulsnitz, die die Grenze zwischen den beiden Orten und die Grenze zum Schraden bildet.
Die Stadt Ortrand und ihr Ortsteil Burkersdorf grenzen im Westen an Kroppen, weiter westlich folgt die Gemeinde Großkmehlen. Nordwestlich liegt die Gemeinde Frauendorf. Im Nordosten liegen die Stadt Ruhland und ihr Ortsteil Arnsdorf. Im Osten folgt die Gemeinde Hermsdorf mit den Orten Lipsa und Jannowitz. Weiter im Süden liegen der sächsische Ort Böhla, der zur Gemeinde Schönfeld gehört.

## Gemeindegliederung
Zur Gemeinde gehört der Wohnplatz Heinersdorf.

## Geschichte

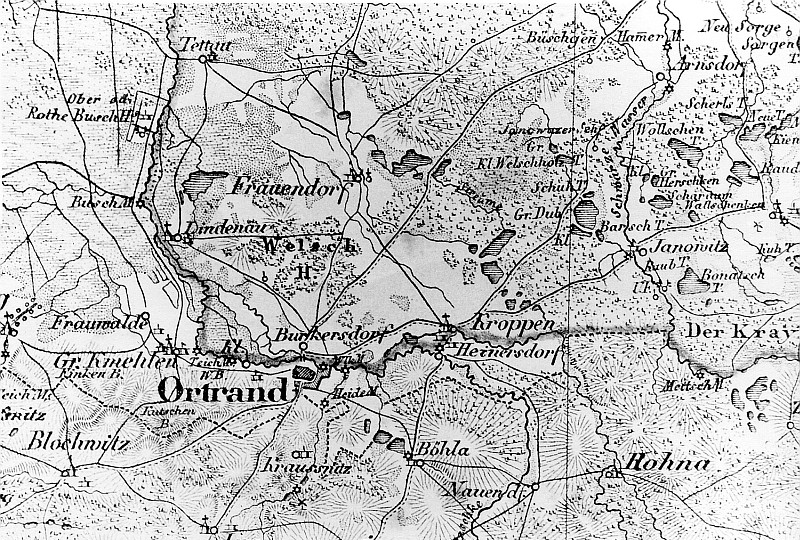
Kroppen auf einer Karte von 1759

Kroppen auf einer geschichtlichen Karte des Kreises Liebenwerda (1910).

Bei mehreren Grabungen wurden bronzezeitliche Siedlungsspuren bei Kroppen festgestellt. Die älteste Entdeckung des Kroppener Gräberfeldes stammt aus dem Jahr 1846 als neben der Ortrander Straße auf dem Rande Urnen gefunden wurden. Das sorbische Straßendorf Kroppen wurde 1329 mit der Nennung eines Henricus dictus de Crupin erstmals erwähnt. Bereits 1472 wird der Name Kroppen gebraucht. Andere Formen sind im Jahr 1540 Kruppen und wiederum Kroppen 1548. Im Jahr 1572 sind die Formen Kropenn, Kroppin und Kropinn in den Quellen genannt. Bei der Ortsnamendeutung besteht Unsicherheit. Folgende Variante sind möglich: Ort am Kropf der Pulsnitz, Ort am sprudelnden Wasser oder Ort am Rieselbach, Besitz des Chropa beziehungsweise des Chrapa. Ab 1551 übte das Rittergut Kroppen die Grundherrschaft über den Ort aus. Haubold von Miltitz ließ 1679 ein vierflügliges Schloss erbauen. Von der zweigeschossigen Anlage führte eine Freitreppe zum Schlossteich.
Um 1500 wurde in Kroppen eine Pfarrkirche errichtet, die dem Archidiakonat Oberlausitz unterstand. Die Pfarrkirche war bis zur Reformation eigenständig, dann war sie als Filialkirche an Ruhland angegliedert. Ungefähr seit dem Jahr 1700 war die Pfarrkirche wieder eigenständig. Nach Kroppen waren die umliegende Orte Burkersdorf, Frauendorf und Heinersdorf eingepfarrt.
Der Hoyerswerdaer Landrat ließ 1948 das Kroppener Schloss sprengen und abreißen.
Im Jahr 1938 wurde der auf der gegenüberliegenden Seite der Pulsnitz gelegene Ort Heinersdorf eingemeindet. Während der DDR-Zeit war hier die Fla-Raketenabteilung 313 des Fla-Raketenregiments 31 aus Straßgräbchen stationiert.
Verwaltungsgeschichte
Nach dem Wiener Kongress kam Kroppen 1815 vom Königreich Sachsen zum Königreich Preußen. Die Gemeinde gehörte hier bis zum Jahr 1825 zum Spremberg-Hoyerswerdaer Kreis in der Provinz Brandenburg und dann zum Landkreis Hoyerswerda in der Provinz Schlesien (nach 1945 im Land Sachsen). Im Jahr 1952 kam Kroppen zum neugegründeten Kreis Senftenberg im DDR-Bezirk Cottbus (1990–1993 im Land Brandenburg). Seit der Kreisreform 1993 liegt Kroppen im Landkreis Oberspreewald-Lausitz.

## Bevölkerungsentwicklung
| Jahr | Einwohner |
| ---- | --------- |
| 1875 | 500       |
| 1890 | 540       |
| 1910 | 550       |
| 1925 | 589       |
| 1933 | 580       |
| 1939 | 707       |

| Jahr | Einwohner |
| ---- | --------- |
| 1946 | 0 820     |
| 1950 | 0 908     |
| 1964 | 1 008     |
| 1971 | 0 971     |
| 1981 | 0 925     |
| 1985 | 0 916     |

| Jahr | Einwohner |
| ---- | --------- |
| 1990 | 848       |
| 1995 | 819       |
| 2000 | 825       |
| 2005 | 762       |
| 2010 | 721       |
| 2015 | 676       |

| Jahr | Einwohner |
| ---- | --------- |
| 2020 | 714       |
| 2021 | 719       |
| 2022 | 723       |
| 2023 | 717       |
| 2024 | 706       |

Gebietsstand des jeweiligen Jahres, Einwohnerzahl: Stand 31. Dezember (ab 1991), ab 2011 auf Basis des Zensus 2011, ab 2022 auf Basis des Zensus 2022

## Politik

### Gemeindevertretung
Die Gemeindevertretung von Kroppen besteht aus zehn Gemeindevertretern und dem ehrenamtlichen Bürgermeister. Die Kommunalwahl am 9. Juni 2024 führte bei einer Wahlbeteiligung von 84,2 % zu folgendem Ergebnis:
| Partei / Wählergruppe                                                  | Stimmenanteil | Sitze |
| ---------------------------------------------------------------------- | ------------- | ----- |
| Freie Wählergruppe der Vereine und Organisationen der Gemeinde Kroppen | 64,9 %        | 6     |
| CDU                                                                    | 35,1 %        | 4     |

### Bürgermeister
- 1998–2003: Hans Dietzel (CDU)[10]
- 2003–2014: Doris Bodack (CDU)[11]
- seit 2014: Reiner Krämer (Freie Wählergruppe der Vereine und Organisationen der Gemeinde Kroppen)[12]

Krämer wurde bei der Bürgermeisterwahl am 9. Juni 2024 ohne Gegenkandidaten mit 78,2 % der gültigen Stimmen für eine weitere Amtszeit von fünf Jahren gewählt.

## Sehenswürdigkeiten und Kultur

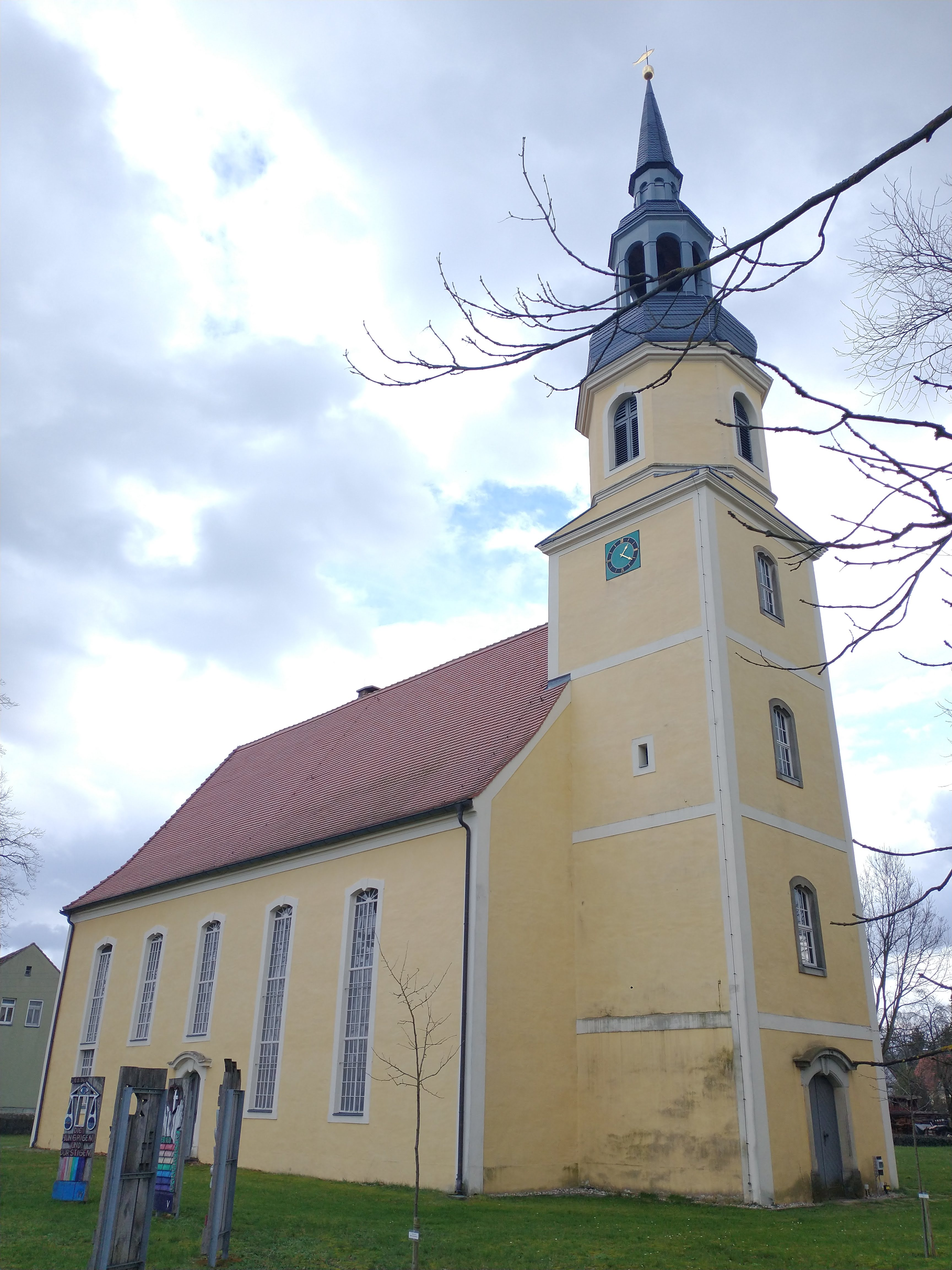
Dorfkirche

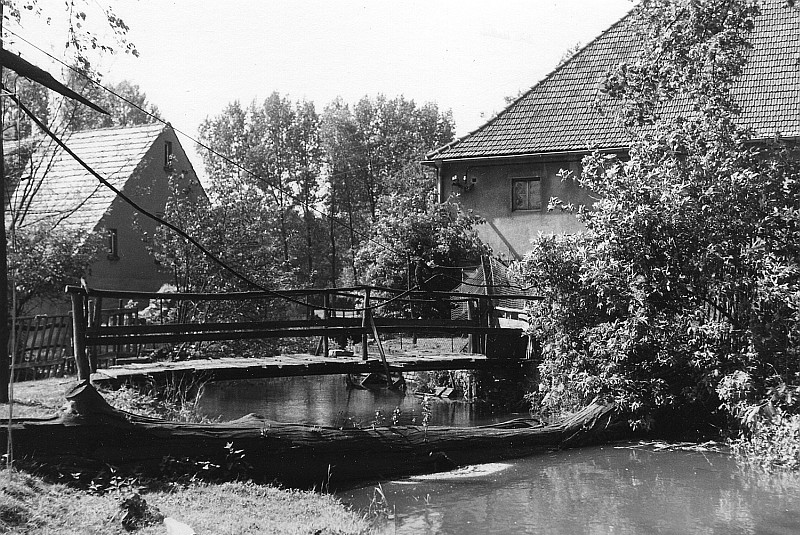
Ehemalige Mühle in Kroppen

Die evangelische Barockkirche in Kroppen wurde von 1717 bis 1721 erbaut. Der schlanke Kirchturm wurde nach einem Brand im Jahre 1921 wieder aufgebaut. Renoviert wurde die Kirche 1995. Der Kanzelaltar stammt aus den Jahren 1721 bis 1722 und wurde von Johann Benjamin Thomae geschaffen. Von Thomae stammt auch das Grabmal für Georg Graf von Werthern in der Kirche. Von Werthern war Kanzler und Minister in der Regierung Augusts des Starken. Vor der Kirche befindet sich ein Kriegerdenkmal für die Gefallenen des Ersten Weltkriegs sowie ein Gedenkstein für die Opfer von Krieg und Gewalttaten. Vor der Kirche befindet sich seit April 2015 eine Stelengruppe „Die Seligpreisungen“. Diese wurde im Rahmen eines Jugendprojekts „Was das Leben ausmacht ...“ der Evangelischen Kirchengemeinde Kroppen von Oktober 2014 bis April 2015 von Jugendlichen konzipiert und gestaltet. Zu den im Halbkreis angeordneten Stelen kamen Bänke und im Zentrum ein Altar mit der Aufschrift „Ihr seid das Licht der Welt.“.
In Kroppen befindet sich ein 18 Hektar großer Park, der nach Entwürfen von Eduard Petzold gestaltet wurde. Der allmählich in die Landschaft übergehende Park ist von der Pulsnitz und dem nördlich verlaufenden Mühlgraben durchflossen. Zum Gutspark gehörte das 1948 abgerissene Schloss. Von den Schlossanlagen sind noch das Kellerhaus und ein Fachwerkbau aus dem Jahr 1715 erhalten. Das Fachwerkhaus wird als kulturelles Zentrum der Gemeinde genutzt.
Kirche und Park gehören zu den Baudenkmale in Kroppen.
Nördlich von Kroppen befinden sich Flächennaturdenkmale wie das Waldgebiet nördlich des Kaupenteichs.
Regelmäßige Veranstaltungen
Ein Mühlenfest wird alljährlich am Deutschen Mühlentag in und bei der Korn- und Sägemühle an der Pulsnitz im Ortsteil Heinersdorf gefeiert. Die Tradition hat Wolfgang Merbeth, der verstorbene Vater des jetzigen Besitzers, begründet. Die Mühle ist Technisches Denkmal und wurde bereits 1565 erwähnt.

## Wirtschaft und Infrastruktur
Nordöstlich von Kroppen liegen zahlreiche Fischteiche, die jährlich abgefischt werden.

### Verkehr
Kroppen liegt an der Landesstraße L 55 zwischen Ortrand und Ruhland. Durch das nördliche Gemeindegebiet verläuft die A 13 Berlin–Dresden. Die nächstgelegene Anschlussstelle ist Ortrand.

### Sport
In Kroppen sind der Fußballverein SG Kroppen 1958 und der Anglerverein 1983 Kroppen beheimatet.

## Persönlichkeiten
- Carl Richtsteig (1809–1879), Oberbürgermeister von Görlitz, Gutsbesitzer in Kroppen
- Paul Klatt (1896–1973), Generalleutnant im Zweiten Weltkrieg, geboren in Kroppen
- Günter Hommel (1925–2009), Polizeibeamter, geboren in Kroppen